# Juin 1904

## Événements
- 3 juin : assassinat de Nikolaï Bobrikov, gouverneur de Finlande, par un jeune fonctionnaire du Sénat finlandais.

- 17 juin : cinquième édition de la Coupe Gordon Bennett en Allemagne. Le Français Léon Théry s’impose sur une Richard-Brasier.

## Naissances
- 2 juin : Johnny Weissmuller, sportif et acteur américain († 20 janvier 1984).
- 16 juin : Frederick Campion Steward, botaniste britannique († 13 septembre 1993).
- 26 juin :
  - Fernand Demany, journaliste et homme politique belge († 19 juin 1977).
  - Peter Lorre, acteur, scénariste et réalisateur de cinéma américain d'origine austro-hongroise († 23 mars 1964).
- 29 juin : Umberto Mozzoni, cardinal argentin de la curie romaine († 7 novembre 1983).

## Décès
- 25 juin : Anthony Frederick Augustus Sandys, peintre, illustrateur et dessinateur britannique (° 1er mai 1829).